# Communauté de communes Vierzon Pays des Cinq rivières
La communauté de communes Vierzon Pays des cinq rivières est une ancienne communauté de communes française, située dans le département du Cher.

## Historique
- 29 novembre 2002 : création de la communauté de communes[1]
- 12 mai 2005 : modification des compétences
- 1er janvier 2013 : fusion avec la communauté de communes des Vallées vertes du Cher Ouest pour créer la communauté de communes Vierzon-Sologne-Berry[2].

## Territoire communautaire

### Géographie
Le territoire communautaire est composé des communes suivantes (2 de l'ancien canton de Vierzon-2 et Vierzon étant le chef-lieu de 2 cantons) :

### Composition
L'intercommunalité était composée des trois communes suivantes en 2012 :
| Nom             | Code Insee | Gentilé      | Superficie (km2) | Population (dernière pop. légale) | Densité (hab./km2) |
| --------------- | ---------- | ------------ | ---------------- | --------------------------------- | ------------------ |
| Vierzon (siège) | 18279      | Vierzonnais  | 74,50            | 27 050 (2014)                     | 363                |
| Méry-sur-Cher   | 18150      | Mariaciens   | 20,91            | 670 (2014)                        | 32                 |
| Thénioux        | 18263      | Thanalogiens | 18,33            | 675 (2014)                        | 37                 |

### Démographie
| 2009   | 2012   |
| ------ | ------ |
| 28 350 | 28 457 |

## Organisation

### Siège
L'intercommunalité avait son siège à Vierzon, 2, rue Blanche-Baron.

### Élus
La communauté de communes était administrée par son conseil communautaire, composé de  conseillers municipaux représentant les  communes membres.

### Liste des présidents
| Période                                  | Période       | Identité             | Étiquette | Qualité |
| ---------------------------------------- | ------------- | -------------------- | --------- | --- |
| Les données manquantes sont à compléter. |               |                      |           | |
| 2008                                     | décembre 2012 | Jean-Claude Sandrier | PCF       | Député du Cher (2e circ.) (1997 → 2012) Président de l'ex-communauté de communes Vierzon Sologne Berry (2013 → 2015) |

### Compétences
L'intercommunalité exerçait les compétences qui lui avaient été transférées par les communes membre, dans les conditions déterminées par le code général des collectivités territoriales. Il s'agisait de :

- - Aménagement rural (à titre facultatif)
  - Création et réalisation de zone d'aménagement concertée (ZAC) (à titre obligatoire)
  - Organisation des transports non urbains (à titre facultatif)
  - Schéma de cohérence territoriale (SCOT) (à titre obligatoire)
  - Schéma de secteur (à titre obligatoire)
- NTIC (Internet, câble...) (à titre facultatif)
- Développement et aménagement économique
  - Action de développement économique (Soutien des activités industrielles, commerciales ou de l'emploi, soutien des activités agricoles et forestières...) (à titre obligatoire)
  - Création, aménagement, entretien et gestion de zone d'activités industrielle, commerciale, tertiaire, artisanale ou touristique (à titre obligatoire)
  - Tourisme (à titre obligatoire)
- Énergie - Hydraulique (à titre facultatif)
- Environnement
  - Collecte des déchets des ménages et déchets assimilés (à titre optionnel)
  - Traitement des déchets des ménages et déchets assimilés (à titre optionnel)
- Logement et habitat
  - Action en faveur du logement des personnes défavorisées par des opérations d'intérêt communautaire (à titre optionnel)
  - Programme local de l'habitat (à titre facultatif)
- Sanitaires et social - Aide sociale facultative (à titre facultatif)
- Voirie - Création, aménagement, entretien de la voirie (à titre optionnel)

### Régime fiscal et budget
La communauté de communes était  un établissement public de coopération intercommunale à fiscalité propre.
Afin de financer l'exercice de ses compétences, l'intercommunalité percevait la fiscalité professionnelle unique (FPU) – qui a succédé à la taxe professionnelle unique (TPU) – et assure une péréquation de ressources entre les communes résidentielles et celles dotées de zones d'activité.